# Ömer Onan
Ömer Onan (Mersin, 4 februari 1978) is een Turks voormalig basketballer die speelde als shooting-guard.
Onan begon zijn basketbalcarrière bij Tarsus Çukurovaspor uit Tarsus, een district van de provincie Mersin. In 1995 vertrok hij naar Efes Pilsen SK, waar hij vanaf 1997 wedstrijden ging spelen. Een tijdje na zijn transfer naar Efes Pilsen SK zei Onan: "Bij Tarsus Çukurovaspor hadden we met vijf spelers één bal, in Istanbul hebben ze vijf ballen voor één speler."
Onan speelde negen seizoenen bij de blauw-witten, tot hij in 2004 vertrok naar Fenerbahçe SK. Eén seizoen later vertrok hij naar Ülkerspor. Toen deze club in 2006 fuseerde met de basketbalbranche van Fenerbahçe SK, liep zijn contract door bij Fenerbahçe Ülker. Bij Fenerbahçe Ülker werd Onan voor de zesde maal in zijn carrière kampioen van de Türkiye Basketbol Ligi.
Onan kwam meer dan 100 keer uit voor het nationale basketbalteam van Turkije.

## Erelijst
- Negende plaats tijdens WK 2002
- Zesde plaats tijdens WK 2006
- Kampioen van Turkije met Efes Pilsen SK (2002, 2003, 2004)
- Kampioen van Turkije met Ülkerspor (2006)
- Kampioen van Turkije met Fenerbahçe Ülker (2007, 2008)
- Tweemaal winnaar Presidentsbeker
- Tweemaal Euroleague Final-Four behaald met Efes Pilsen SK